# Silmäsjärvi
Silmäsjärvi är en sjö i Pajala kommun i Norrbotten och ingår i Torneälvens huvudavrinningsområde. Sjön har en area på 0,0946 kvadratkilometer och ligger 207,1 meter över havet.

## Delavrinningsområde
Silmäsjärvi ingår i det delavrinningsområde (749849-179195) som SMHI kallar för Ovan VDRID = Piipiönjoki i Lainioälvens vattendra*. Medelhöjden är 217 meter över havet och ytan är 4,26 kvadratkilometer. Räknas de 388 avrinningsområdena uppströms in blir den ackumulerade arean 5 861,45 kvadratkilometer. Lainioälven som avvattnar avrinningsområdet har biflödesordning 2, vilket innebär att vattnet flödar genom totalt 2 vattendrag innan det når havet efter 260 kilometer. Avrinningsområdet består mestadels av skog (77 procent). Avrinningsområdet har 0,36 kvadratkilometer vattenytor vilket ger det en sjöprocent på 8,5 procent.